# برونو آرکاری
برونو آرکاری (به ایتالیایی: Bruno Arcari) فوتبالیست و مهاجم اهل ایتالیا است که از سال ۱۹۴۰ میلادی عضو تیم ملی ایتالیا بوده و در ۱ بازی ملی حضور داشته‌است. او در بازی‌های ملی‌اش گلی به ثمر نرساند.
برونو آرکاری آخرین بازی ملی خود را در سال ۱۹۴۰ میلادی انجام داد.